# فرودگاه کرتس آیلند
فرودگاه کرتس آیلند (به انگلیسی: Cortes Island (Hansen Airfield) Airport) یک فرودگاه خصوصی است که یک باند فرود شن و چمن دارد و طول باند آن ۹۴۲ متر است. این فرودگاه در کشور کانادا قرار دارد و در ارتفاع ۵۰ متری از سطح دریا واقع شده‌است.